# Idea Pieroni
Idea Pieroni (Barga, 18 settembre 2002) è un'altista italiana.

## Biografia
Nata a Barga in provincia di Lucca dopo aver provato danza e nuoto, mentre era alle medie ha iniziato a praticare atletica leggera. Ha vinto il titolo italiano nel salto in alto nel 2024 e quello indoor nel febbraio 2025.
A febbraio 2025 viene convocata per partecipare ai campionati europei indoor di Apeldoorn nei Paesi Bassi.

## Progressione

### Salto in alto
| Stagione | Misura    | Luogo   | Data      | Rank. Mond. |
| -------- | --------- | ------- | --------- | ----------- |
| 2025     | 1,91 m(i) | Padova  | 4-1-2025  |             |
| 2024     | 1,93 m    | Livorno | 21-9-2024 |             |
| 2023     | 1,87 m    | Espoo   | 16-7-2023 |             |
| 2022     | 1,86 m    | Imola   | 23-6-2022 |             |
| 2021     | 1,84 m    | Tallinn | 16-7-2021 |             |
| 2020     | 1,90 m(i) | Minsk   | 25-2-2020 |             |
| 2019     | 1,85 m    | Cecina  | 18-5-2019 |             |
| 2018     | 1,79 m    | Győr    | 8-7-2018  |             |
| 2017     | 1,70 m    | Livorno | 6-7-2017  |             |
| 2016     | 1,60 m    | Roma    | 31-5-2016 |             |

## Palmarès
| Anno | Manifestazione      | Sede         | Evento        | Risultato | Prestazione | Note                          |
| ---- | ------------------- | ------------ | ------------- | --------- | ----------- | ----------------------------- |
| 2018 | Europei U18         | Győr         | Salto in alto | 4ª        | 1,79 m      | Miglior prestazione personale |
| 2018 | Olimpiadi giovanili | Buenos Aires | Salto in alto | 10ª       | 3,46 m      | [ 3 ]                         |
| 2019 | Europei U20         | Borås        | Salto in alto | 8ª        | 1,80 m      |                               |
| 2021 | Europei U20         | Tallinn      | Salto in alto | 5ª        | 1,83 m      | [ 4 ]                         |
| 2021 | Mondiali U20        | Nairobi      | Salto in alto | 9ª        | 1,80 m      |                               |
| 2022 | Mediterraneo U23    | Pescara      | Salto in alto | Argento   | 1,82 m      |                               |
| 2025 | Europei indoor      | Apeldoorn    | Salto in alto | 15ª (q)   | 1,85 m      |                               |
| 2025 | Mondiali indoor     | Nanchino     | Salto in alto | 8ª        | 1,89 m      |                               |

## Altre competizioni internazionali
2025
- Campionati europei a squadre di atletica leggera ( Madrid)

## Campionati nazionali
- 1 volta campionessa nazionale assoluta del salto in alto (2024)
- 1 volta campionessa nazionale assoluta del salto in alto indoor (2025)
- 3 volte campionessa nazionale promesse del salto in alto (2022, 2023, 2024)
- 2 volte campionessa nazionale promesse indoor del salto in alto (2022, 2024)
- 1 volta campionessa nazionale juniores indoor del salto in alto (2020)
- 1 volta campionessa nazionale allieva indoor del salto in alto (2018)
- 1 volta campionessa nazionale allieva del salto in alto (2019)

2018
- Oro ai campionati italiani allievi indoor (Ancona), salto in alto - 1,76 m
- Argento ai campionati italiani allievi (Agropoli), salto in alto - 1,78 m
- 7ª ai campionati italiani assoluti (Pescara), salto in alto - 1,73 m

2019
- 5ª in semifinale ai campionati italiani allievi indoor (Ancona), salto in alto - 1,70 m
- Oro ai campionati italiani allievi (Agropoli), salto in alto - 1,81 m
- 4ª ai campionati italiani assoluti (Bressanone), salto in alto - 1,79 m

2020
- Oro ai campionati italiani juniores indoor (Ancona), salto in alto - 1,84 m
- 8ª ai campionati italiani assoluti (Padova), salto in alto - 1,75 m
- Argento ai campionati italiani juniores (Grosseto), salto in alto - 1,81 m

2021
- Bronzo ai campionati italiani juniores indoor (Ancona), salto in alto - 1,78 m
- 8ª ai campionati italiani assoluti indoor (Ancona), salto in alto - 1,75 m
- Bronzo ai campionati italiani juniores (Grosseto), salto in alto - 1,75 m
- 9ª ai campionati italiani assoluti (Rovereto), salto in alto - 1,79 m

2022
- Oro ai campionati italiani promesse indoor (Ancona), salto in alto - 1,82 m
- Bronzo ai campionati italiani assoluti indoor (Ancona), salto in alto - 1,82 m [5]
- Oro ai campionati italiani promesse (Firenze), salto in alto - 1,80 m
- 4ª ai campionati italiani assoluti (Rieti), salto in alto - 1,84 m [6]

2023
- Oro ai campionati italiani promesse (Agropoli), salto in alto - 1,81 m
- Bronzo ai campionati italiani assoluti (Molfetta), salto in alto - 1,81 m [7]

2024
- Oro ai campionati italiani promesse indoor (Ancona), salto in alto - 1,82 m
- Argento ai campionati italiani assoluti indoor (Ancona), salto in alto - 1,86 m [8]
- Oro ai campionati italiani assoluti (La Spezia), salto in alto - 1,88 m[9]
- Oro ai campionati italiani promesse (Rieti), salto in alto - 1,87 m

2025
- Oro ai campionati italiani assoluti indoor (Ancona), salto in alto - 1,91 m [10]